# Graziella Urbinati
Graziella Urbinati (Roma, 10 ottobre 1927 – Roma, 19 aprile 2010) è stata una costumista, pittrice e illustratrice italiana.

## Biografia
Graziella Urbinati intellettuale dalle diverse facce, fu illustratrice, pittrice e costumista cinematografica. Al cinema lavorò per Giuseppe De Sanctis, Francesco Rosi, Elio Petri. Intorno alla metà degli anni 1940 inciderà splendide acqueforti neorealiste. A Trezzo sull'Adda, presso la Biblioteca Civica "Alessandro Manzoni" possiamo trovare due opere una dal nome Acrobata (post 1947) e l'altra dal nome Ballerina (post 1947).
Nel 1948 Renzo Vespignani realizzò il ritratto di Graziella fatto con tecnica mista su carta applicata su tela, cm 38 x 28. Nel 1949 espone insieme a Marcello Muccini, Renzo Vespignani e Galleria La Bussola di Torino a una mostra collettiva a Vienna presso Italienische Malerei der Gegenwart, Istituto Italiano di Cultura di Vienna.  Il 10 maggio 1949 presso la Galleria dell’Obelisco viene esposta una mostra dal titolo: I Pittori del Portonaccio.
Nel 1953 esordi nel Pioniere con le vignette il racconto della settimana.
Insieme al marito Renzo Vespignani collabora, negli anni '50, con il gruppo di pittori della Banda del Portonaccio esponendo con successo varie opere.
Tra il 1957 e il 1962 lavora come costumista cinematografica a otto film.
Muore a Roma il 19 aprile 2010.

## Filmografia
Graziella Urbinati ha lavorato a cavallo deli anni '50 e '60 come costumista e aiuto costumista.
- Uomini e lupi, regia di Giuseppe De Santis e Leopoldo Savona (1957)
- La spada e la croce, regia di Carlo Ludovico Bragaglia (1958)
- I magliari, regia di Francesco Rosi (1959)
- Vento del Sud, regia di Enzo Provenzale (1959)
- L'assassino, regia di Elio Petri (1961)
- Laura nuda, regia di Nicolò Ferrari (1961)
- I giorni contati, regia di Elio Petri (1962)
- La guerra continua, regia di Leopoldo Savona (1962)

## Fotografia
- L’Assessorato della Cultura del Comune di Roma nel progetto Trastevere neorealista – L’Album di Roma –Fotografie private del novecento presenta 9 fotografie.

## Opere
- Nel 1959 illustra un’opera di Felice Cunsolo: Gli Italiani a Tavola, Gorligh Editore Milano.
- Il suo disegno Seated Woman (Donna Seduta) del 1947 è conservato al MoMA.[7]

## Illustrazioni pubblicate sul Pioniere
Graziella Urbinati ha illustrato tre racconti sul Pioniere del 1953:
- Carmela Levi Mato, Racconto del Cuore, n. 11, p. 11.[8]
- Tradotto da Vinca Berti e Gianni Rodari, Da dove è venuto il tavolo, n. 12, p. 9.[9]
- Luisa Sturani, Il Cit, n. 13, p. 10-11.[10]